# Jackmahoneyi toxoniensis
Jackmahoneyi toxoniensis — викопний вид сумчастих ссавців родини Мускуснокенгурові (Hypsiprymnodontidae). Мешкав у пліоцені на території Австралії. Унікальна морфологія зубів свідчить що Jackmahoneyi toxoniensis були всеїдними.